# John Fust
John Fust, né le 5 mars 1972 à Montréal, est un joueur et entraîneur canado-suisse de hockey sur glace. Il évoluait au poste d'attaquant.

## Biographie

### Carrière de joueur
Après des études en psychologie, entre 1991 et 1994, à Priceton, pendant lesquelles il jouait pour l'équipe de hockey de l'Université, dans l'ECAC, John Fust traverse l'Atlantique pour jouer avec le HC Martigny, qui évolue en LNB, au début de la saison 1994-1995. Il finit toutefois sa saison avec le HC Olten. Il signe ensuite avec le SC Herisau, où il joue deux saisons en LNB et avec qui il fête la promotion en LNA. Cependant, au lieu d'évoluer en première division suisse avec le club appenzellois, il s'engage avec le SC Langnau Tigers, qui jouent en LNB. Il s'offre alors une nouvelle ascension avec son nouveau club, au profit du HC La Chaux-de-Fonds et du SC Herisau.
En 2002, après quatre saisons avec le club de l'Ilfis en LNA, John Fust s'engage avec les Léventins de Ambrì-Piotta, avec qui il participe pour la première fois aux séries éliminatoires. Après une autre saison avec l'équipe de la Valascia, il rejoint le Forward Morges, en LNB. Après la faillite du club vaudois pendant la saison 2005-2006, John Fust signe avec le HC Sierre, où il met un terme à sa carrière de joueur au terme de la saison.

### Carrière d'entraîneur
John Fust commence sa carrière d'entraîneur au HC Viège, club de LNB, en remplacement de Terry Yake, au mois de décembre 2007. La saison suivante, il emmène le club haut-valaisan en demi-finale des playoffs.
En janvier 2010, il annonce qu’il quitte le HC Viège pour rejoindre le  SC Langnau Tigers,, avant de parvenir en finale du championnat de LNB, défait par le Lausanne HC. Il peut donc continuer sa progression en tant qu'entraîneur avec les Tigers. Il entre même dans l'histoire du club, étant le premier entraîneur à qualifier cette équipe pour les playoffs, malgré la perte de plusieurs cadres comme Matthias Bieber, Eric Blum ou Fabian Sutter, mais aussi grâce à l'affirmation ou la confirmation de jeunes, tel Simon Moser, Benjamin Conz et Lukas Haas. Il remporte même le Hockey Award de la LSHG.
Il a en outre assisté Sean Simpson, à la tête de l'équipe de Suisse, lors des mondiaux 2010.
Depuis 2013, il est l'assistant de Heinz Ehlers au Lausanne HC, néo-promu en Ligue nationale A.

## Palmarès et honneur

### En tant que joueur
- LNB
  - Champion en 1997 avec le SC Herisau et en 1998 avec le SC Langnau Tigers, à chaque fois suivi d'une promotion en LNA.
  - Vice-champion en 2006 avec le HC Sierre.

### En tant qu'entraîneur
- LNB
  - Vice-champion en 2010 avec le HC Viège
- Gagnant du Hockey Awards de la LSHG en 2011

## Statistiques
| Saison     | Équipe              | Ligue      |     | Saison régulière | Saison régulière | Saison régulière | Saison régulière | Saison régulière |    | Séries éliminatoires | Séries éliminatoires | Séries éliminatoires | Séries éliminatoires | Séries éliminatoires |
| Saison     | Équipe              | Ligue      | PJ  | B                | A                | Pts              | Pun              | PJ               | B  | A                    | Pts                  | Pun                  |                      |                      |
| 1991-1992  | Tigers de Princeton | NCAA       | 7   | 0                | 0                | 0                | 0                | -                | -  | -                    | -                    | -                    |                      |                      |
| 1992-1993  | Tigers de Princeton | NCAA       | 21  | 3                | 4                | 7                | 14               | -                | -  | -                    | -                    | -                    |                      |                      |
| 1993-1994  | Tigers de Princeton | NCAA       | 15  | 5                | 5                | 10               | 10               | -                | -  | -                    | -                    | -                    |                      |                      |
| 1994-1995  | HC Martigny         | LNB        | 10  | 0                | 1                | 1                | 8                | -                | -  | -                    | -                    | -                    |                      |                      |
| 1994-1995  | HC Olten            | LNB        | 24  | 8                | 5                | 13               | 28               | 3                | 4  | 0                    | 4                    | 6                    |                      |                      |
| 1995-1996  | SC Herisau          | LNB        | 24  | 9                | 9                | 18               | 14               | 5                | 3  | 2                    | 5                    | 6                    |                      |                      |
| 1996-1997  | SC Herisau          | LNB        | 33  | 12               | 11               | 23               | 52               | 11               | 7  | 6                    | 13                   | 12                   |                      |                      |
| 1997-1998  | SC Langnau Tigers   | LNB        | 10  | 3                | 3                | 6                | 8                | 16               | 3  | 7                    | 10                   | 16                   |                      |                      |
| 1998-1999  | SC Langnau Tigers   | LNA        | 45  | 12               | 7                | 19               | 69               | 10               | 8  | 4                    | 12                   | 14                   |                      |                      |
| 1999-2000  | SC Langnau Tigers   | LNA        | 45  | 12               | 12               | 24               | 59               | 6                | 4  | 1                    | 5                    | 2                    |                      |                      |
| 2000-2001  | SC Langnau Tigers   | LNA        | 44  | 10               | 24               | 34               | 26               | 5                | 1  | 3                    | 4                    | 4                    |                      |                      |
| 2001-2002  | SC Langnau Tigers   | LNA        | 43  | 11               | 14               | 25               | 41               | 1                | 0  | 0                    | 0                    | 0                    |                      |                      |
| 2002-2003  | HC Ambrì-Piotta     | LNA        | 40  | 10               | 9                | 19               | 10               | 4                | 1  | 1                    | 2                    | 0                    |                      |                      |
| 2003-2004  | HC Ambrì-Piotta     | LNA        | 45  | 3                | 7                | 10               | 8                | 7                | 0  | 0                    | 0                    | 4                    |                      |                      |
| 2004-2005  | Forward Morges      | LNB        | 34  | 13               | 14               | 27               | 38               | 4                | 0  | 3                    | 3                    | 18                   |                      |                      |
| 2005-2006  | Forward Morges      | LNB        | 23  | 9                | 6                | 15               | 18               | -                | -  | -                    | -                    | -                    |                      |                      |
| 2005-2006  | HC Sierre           | LNB        | 16  | 6                | 7                | 13               | 22               | 13               | 2  | 2                    | 4                    | 4                    |                      |                      |
| Totaux LNA | Totaux LNA          | Totaux LNA | 266 | 58               | 73               | 131              | 217              | 33               | 14 | 9                    | 23                   | 24                   |                      |                      |
| Totaux LNB | Totaux LNB          | Totaux LNB | 175 | 59               | 64               | 123              | 176              | 52               | 19 | 20                   | 39                   | 62                   |                      |                      |